# Família Borja
|  | «Borja» redirigeix aquí. Vegeu-ne altres significats a «Borja (Aragó)». |

Els Borja foren una família noble valenciana radicada a la localitat aragonesa de Borja i establerta a Xàtiva. Durant el segle xiii i a les ordres de Jaume I el Conqueridor va participar en la conquesta de València. Es poden distingir dues branques: la noble i la plebea, branca dels avantpassats dels papes Borja. És una de les més poderoses del Renaixement a la Corona d'Aragó i a Itàlia. Lligats a la noblesa i a la jerarquia eclesiàstica, va col·locar molts dels seus membres en els llocs de poder.
Inicialment assolí fama universal per dos papes: Alfons de Borja (Calixt III, 1456-1458) i el seu nebot Roderic de Borja (Alexandre VI, 1492-1503), i pels fills d'aquest últim. Posteriorment Sant Francesc de Borja, primer marquès de Llombai, lloctinent de Catalunya, duc de Gandia, esdevingué tercer general de la Companyia de Jesús (1565-1572).
El nepotisme practicat per ambdós papes (no diferent de l'existent en altres àmbits a l'època i que no era motiu aleshores d'escàndol), el ressentiment de la Cúria romana (La Chiesa romana in mani dei catalani! esdevingué un tòpic i cal llegir-lo dins del marc de la política de la Corona d'Aragó a Itàlia, especialment des d'Alfons el Magnànim) i la vida immoral d'Alexandre VI (no diferent de la que portaven altres personatges eclesiàstics) envoltà la família d'una llegenda negra només parcialment certa. El Diarium del seu mestre de cerimònies, Johannes Burckard (1445-1506), ha estat una de les principals fonts d'aquesta consideració de la llegenda negra.
D'Alexandre VI descendeixen les tres línies principals de la família: la dels ducs de Gandia, dividida en cinc branques; la dels ducs de Valentinès, originada en Cèsar Borja o Borgia i la dels prínceps de Squillace.
Altres membres de la família varen tenir un destacat paper polític al Principat de Catalunya: sant Francesc de Borja i Pere Lluís Galceran de Borja i Castre-Pinós foren lloctinents del Principat entre 1539-1542 i 1583-1587.
Alfons de Borja (1455-1458) (Calixt III):
Papa de grans dots diplomàtiques. Va ser elegit papa a l'edat de 77 anys. Va ser el primer papa catalanoparlant de la història. Quan va ser elegit papa feia poc que havia caigut Constantinoble en mans turques. Va canonitzar Vicent Ferrer. Va impulsar l'ascens social de la seva família.
Roderic de Borja (1492-1503) (Alexandre VI):
Era nebot de Calixt III. Des de la mort del seu oncle i fins que va ser elegit papa van passar quatre pontificats durant els quals Roderic de Borja va ser ratificat en els càrrecs de vicecanceller i va arribar a degà del col·legi cardenalici. Abans del seu pontificat és quan neixen els seus fills: Joan, Cèsar, Lucrècia i Jofré. La part més coneguda de la biografia d'aquest papa és la promoció que va fer dels seus fills.
Cèsar Borja (1475-1507):
Estava destinat a la carrera eclesiàstica i des de molt petit va acumular grans beneficis i dignitats. Va ser nomenat cardenal, però va renunciar-hi i llavors va assumir la capitania general dels exèrcits pontificis. Es va casar amb Carlota d'Albret, germana del rei Joan de Navarra. Va caure en desgràcia quan va morir el seu pare i va acabar morint en una escaramussa a Viana el 1507.
Lucrècia Borja:
Va ser pel seu pare objecte de la seva ambició política. Va contraure matrimoni diverses vegades segons canviava la política del seu pare, que es volia assegurar conquestes i prestigi. L'últim matrimoni var ser amb Alfons d'Este que més tard va ser Alfons II duc de Ferrara. Lucrècia es va convertir en duquessa; de la unió va néixer un fill, Hèrcules, futur duc de Ferrara. En total va tenir set fills i sembla que una complicació en l'últim part va ser la causa de la seva mort el 1519.
Francesc de Borja:
Era net d'Alexandre VI. Tenia predilecció per la vida religiosa; volia ser monjo, cosa que inicialment no va poder aconseguir. Va anar a la cort de Carles V com a baró de Llombai. Allà es va concertar el seu matrimoni amb Elionor de Castro amb la qual va tenir set fills. Després de la mort de la seva esposa va complir el desig de ser religiós i va ingressar a la Companyia de Jesús, de la qual va ser general.

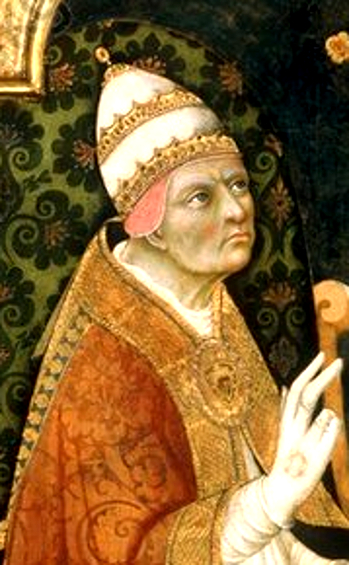
Alfons de Borja-Calixt III
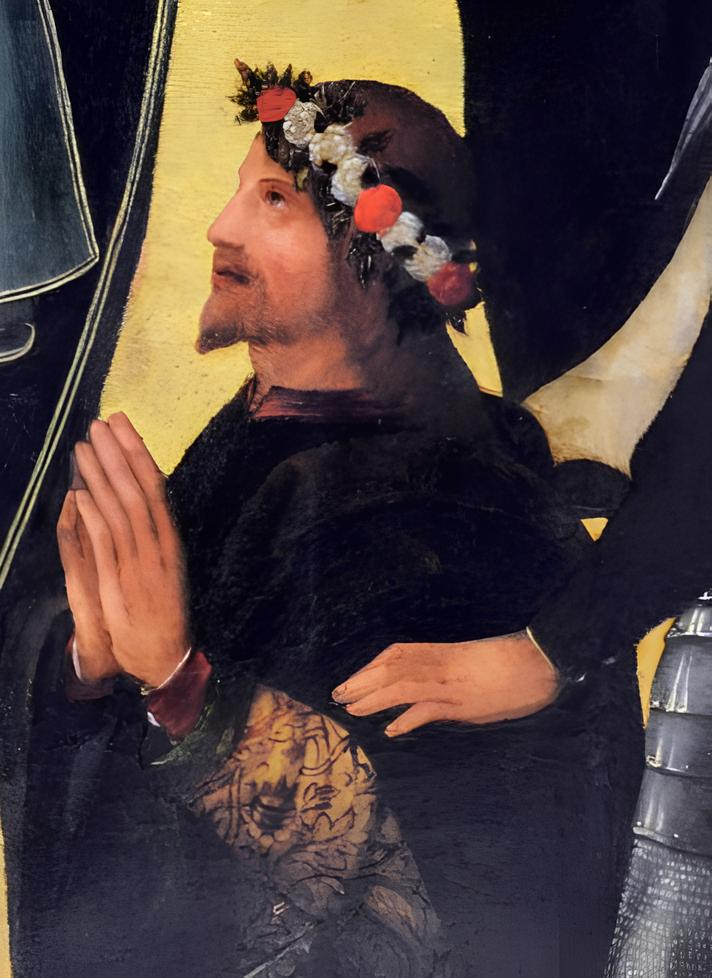
Joan Borja
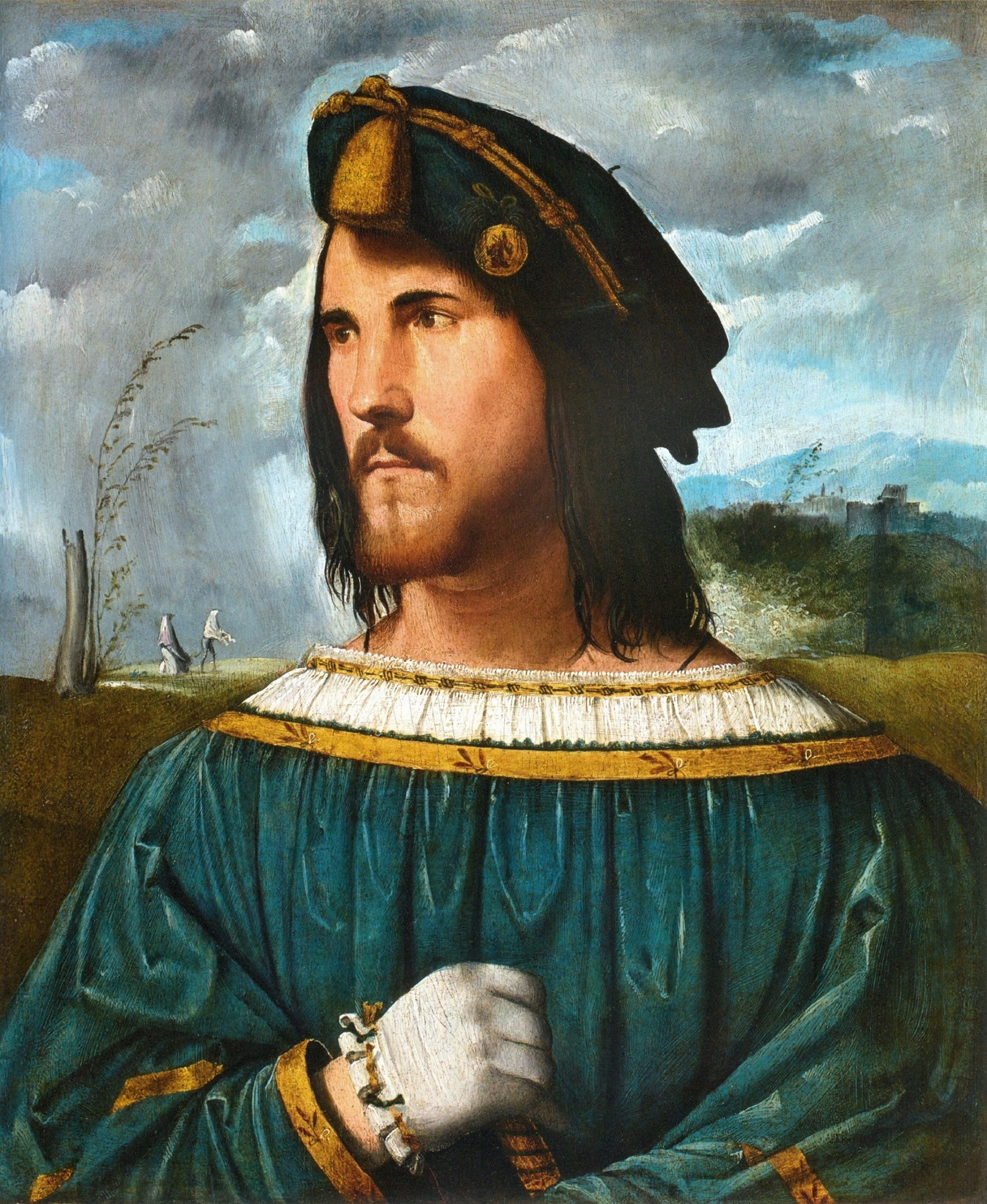
Cèsar Borja
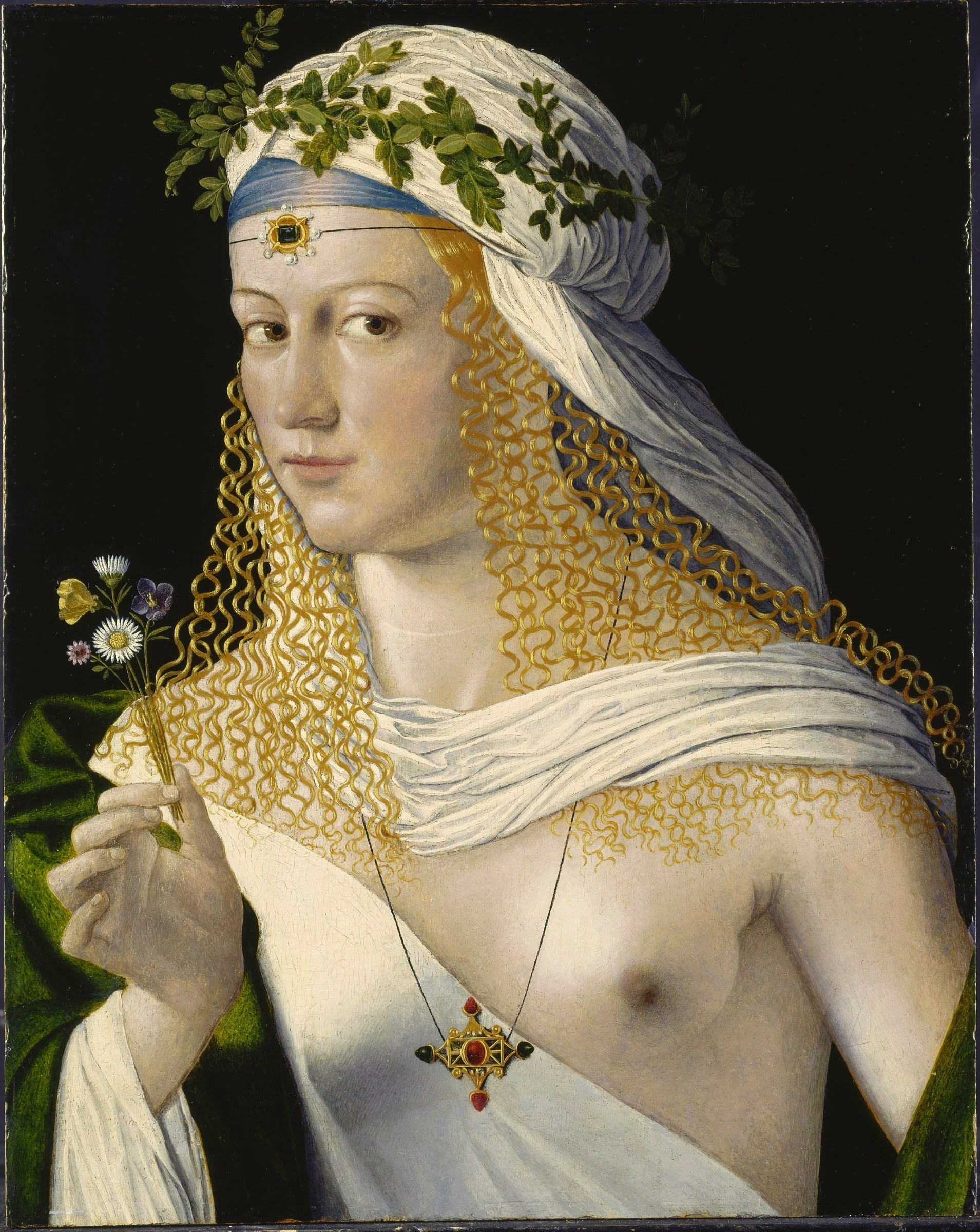
Lucrècia Borja
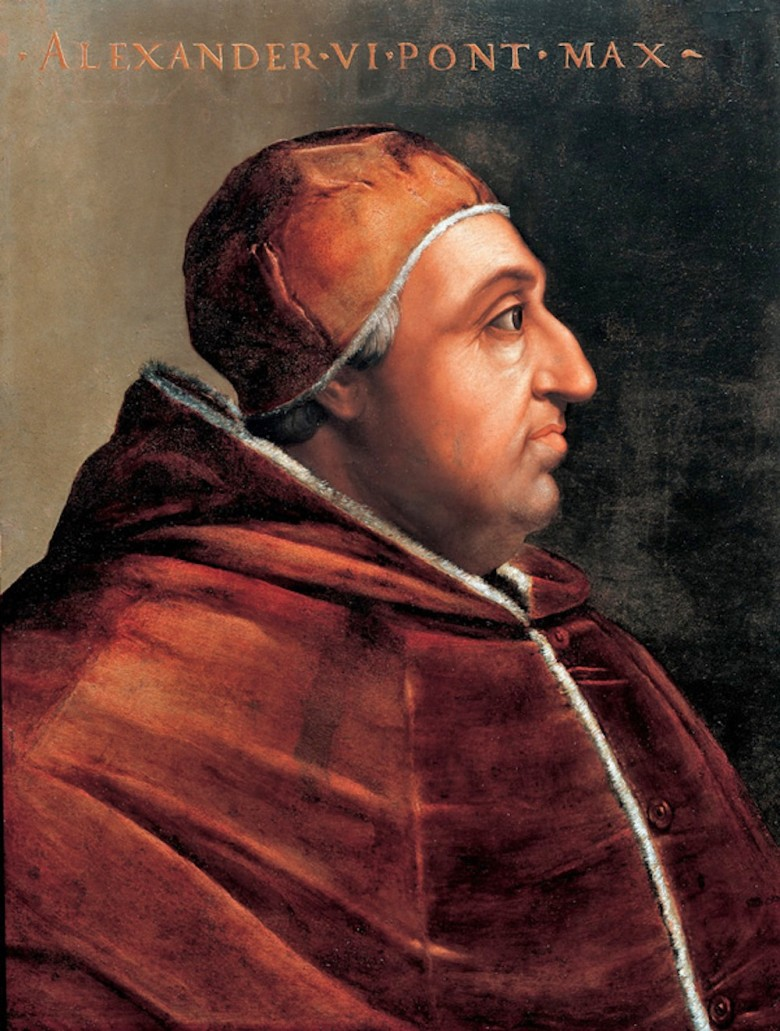
Roderic de Borja-Alexandre VI
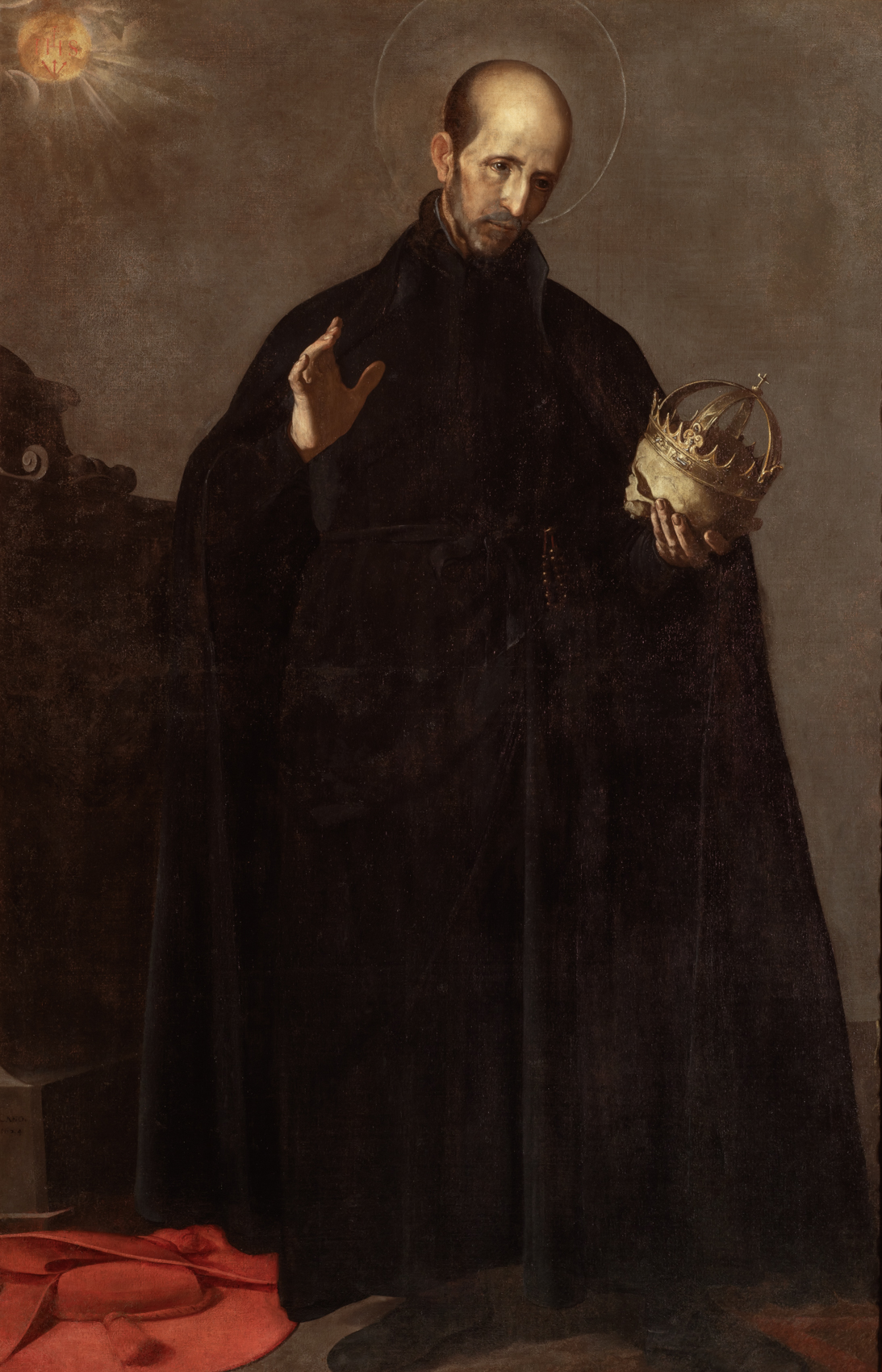
Sant Francesc de Borja
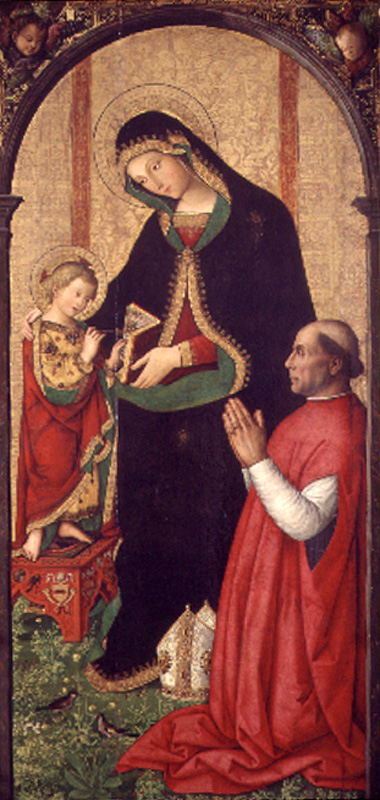
Francesc de Borja